# Вывож
Вывож (Высож) — река в России, протекает в Ветлужском районе Нижегородской области. Устье реки находится в 67 км по левому берегу реки Вол. Длина реки составляет 14 км.
Река берёт начало в лесах к северу от деревни Мариновское в 12 км к западу от посёлка имени Калинина. Течёт на запад, впадает в Вол в черте посёлка имени Калинина.

## Данные водного реестра
По данным государственного водного реестра России относится к Верхневолжскому бассейновому округу, водохозяйственный участок реки — Ветлуга от города Ветлуга и до устья, речной подбассейн реки — Волга от впадения Оки до Куйбышевского водохранилища (без бассейна Суры). Речной бассейн реки — (Верхняя) Волга до Куйбышевского водохранилища (без бассейна Оки).
Код объекта в государственном водном реестре — 08010400212110000042475.